# Dynatosoma reciprocum
Dynatosoma reciprocum är en tvåvingeart som först beskrevs av Walker 1848.  Dynatosoma reciprocum ingår i släktet Dynatosoma och familjen svampmyggor. Arten är reproducerande i Sverige. Inga underarter finns listade i Catalogue of Life.